# Марка-Релли, Конрад
Конрад Марка-Релли, урожд. Коррадо Маркарелли (англ. Conrad Marca-Relli, Corrado Marcarelli; 1913, Бостон — 29 августа 2000, Парма) — американский художник-абстракционист, представитель раннего течения в абстрактном экспрессионизме.

## Жизнь и творчество
Родился в семье итальянских эмигрантов. Детство провёл в Европе. В 1926 году возвращается в США и селится в Нью-Йорке. Начиная с 1930 года изучает искусство в нью-йоркском Институте Купер-Юнион. В 30-е годы XX столетия знакомится с такими художниками, как Виллем де Кунинг, Франц Клайн и Джон Грэхэм.
Во время Второй мировой войны К. Марка-Релли служит в американской армии. После возвращения на родину, в 1948 году — первая персональная выставка в Нью-Йорке. В 1949 году художник становится одним из основателей нью-йоркского «Художественного клуба». В 1954 году ряд работ Марка-Релли появляются на организованной Музеем современного искусства художественной выставке «Новейшие работы молодых американцев». В 1954-55 годах К. Марка-Релли — доцент в Йельском университете.
В 1957 году художник едет в Италию, следуют персональные выставки в Риме и Милане. В 50-е годы XX века мастер добивается международной известности: он — участник 28-го биеннале в Венеции (1956), выставки современного искусства документа 2 в Касселе (1959). В 1958 году Марка-Релли возвращается в США, в 1959-60 годах — доцент в Калифорнийском университете, Беркли. Затем живёт в Нью-Йорке. В 1967 году в нью-йоркском Музее Уитни была организована большая ретроспектива работ художника.
Любимым видом художественного творчества К.Марка-Релли были абстракционистские коллажи, в которые он перерабатывал также свои ранние картины. Последние годы жизни художник провёл вместе с женой в Италии.

## Избранные награды
- медаль Логана от чикагского Института искусств (1954)
- стипендия фонда Форда (1959)
- премия детройтского Института искусств (1960)